# Ahya Simone
Ahya Simone (nacida en 1994) es una artista multidisciplinaria estadounidense. Radicada en Detroit, es conocida por su trabajo como arpista y por crear y protagonizar la serie web Femme Queen Chronicles.

## Primeros años y educación
Simone nació y creció en Detroit, Michigan. Creció cantando en el coro de la iglesia y comenzó a tocar el arpa cuando era estudiante en Cass Technical High School cuando tenía 16 años.
Mientras asistía a la Universidad Estatal de Wayne, se declaró transgénero. Fue la arpista principal de la sinfónica de la universidad.

## Carrera

### Música
Después de la universidad, Simone buscó formas de actuar fuera de su experiencia anterior "tocando música de gente muerta de hace 300 años y estando cerca de todos estos niños blancos de los suburbios que tenían un acceso que yo nunca tuve, que habían estado tocando música clásica desde que tenían dos años". Comenzó a hacer versiones de música r&b y soul, y nombró a Dorothy Ashby como una de sus mayores influencias. Esto la llevó a colaborar con su compañero de Detroit Dream Hampton, para componer la música del cortometraje Treasure de Hampton (2018). Simone recibió una beca para artistas Kresge en 2018 y fue la primera mujer trans negra en recibirla. Ese año también hizo equipo con Kelela en Take Me a_Part, the Remixes.
Además de su trabajo como arpista, Simone es una cantautora cuya música fusiona r&b, jazz, experimental y electrónica. Simone lanzó el sencillo "Frostbite" en 2020. Más tarde lanzó un vídeo musical de la canción con los artistas locales Kesswa y Supercoolwicked. En el 2021 colaboró con cktrl en su sencillo "mazes".

### Otros trabajos
En 2015 fundó Trans Sistas of Color Project Detroit para brindar apoyo a mujeres trans de color después del asesinato de Amber Monroe. A través de la organización, lanzó la serie web de comedia Femme Queen Chronicles que sigue a cuatro mujeres trans en Detroit, a las que comparó con Living Single y Chewing Gum. Simone desarrolló la serie en parte para "interrumpir la narrativa de la tragedia negra sin desinfectar las tragedias muy reales que nos suceden". Es la directora, escritora y protagonista de la serie. Femme Queen Chronicles debutó en 2018 y recibió una recepción crítica positiva. Recibió apoyo financiero de la Fundación Knight para desarrollar la serie. Desde 2021, está trabajando con Janet Mock para adaptar el programa a la televisión.